# Mauro Bianchi
Pour les articles homonymes, voir Bianchi.
Mauro Bianchi, né le 31 juillet 1937 à Milan, est un ancien pilote automobile italien naturalisé belge puis français, ayant accompli sa carrière sportive sous licence belge. Il est le frère cadet de Lucien Bianchi, décédé lors des essais préliminaires des 24 Heures du Mans 1969.
Son petit-fils Jules Bianchi, né en 1989, lui aussi pilote automobile de Formule 1 depuis 2013 au sein de l'écurie Marussia F1 Team, meurt le 17 juillet 2015 des suites d'un accident survenu en Grand Prix de Formule 1.

## Biographie

### Arrivée en Belgique
Originaire de Milan, la famille Bianchi quitta l'Italie en 1950 car le père de Lucien et Mauro travaillait comme mécanicien pour le pilote belge Johnny Claes. Ce dernier permit à Lucien d'effectuer ses premières armes en sport automobile.

### L'Écurie Nationale Belge
Suivant les traces de son grand frère, Mauro aborda la compétition pour le compte de l'Écurie Nationale Belge : Formule 2 en 1960 sur une Cooper-Climax, puis une épreuve de Formule 1 hors championnat du monde l'année suivante (le Grand Prix de Modène) sur Emeryson-Maserati ; il ne parvint cependant pas à se qualifier.

### Abarth
Mauro devint pilote officiel Abarth en 1962 et 1963. Il put dès lors étoffer son palmarès dans les épreuves d'endurance:

-5e des 3 Heures de Sebring 1962

-9e des 1 000 kilomètres de Paris et 1er des moins de 2l. (avec Hans Herrmann) 1962

-2e des 3 Heures de Sebring 1963

-2e de la course de côte de Consuma (it) 1963

-3e de la course de côte de Rossfeld 1963

-1er à Aspern (épreuve réservée aux GT de 1,3l.) 1963

-2e au Grand Prix de Zolder 1963

-10e du Trophée d'Auvergne et 1er des 1l. 1963

-2e de la Coppa Inter-Europa (épreuve réservée aux GT2) 1963

### Alpine
Mauro Bianchi rejoignit la jeune équipe Alpine-Renault en 1964. Il se partagea dès lors entre plusieurs catégories : Formule 3, Formule 2 et endurance.
Associé à Patrick Depailler lors des 24 Heures du Mans 1968, il fut victime d'un très grave accident en perdant le contrôle de sa voiture peu avant les esses du Tertre Rouge.

### Suite
L'accident mortel de son frère au Mans en 1969 marqua la fin de sa carrière sportive.
Pensionné de la sécurité sociale après son accident, il ne pouvait plus piloter, il devint le "metteur au point Alpine" jusqu'en 1975.
Il quitte alors l'entreprise et se met à son compte en vendant son nom sur des accessoires automobiles (volants, boules de levier de vitesse signés à son nom.
Il fut par la suite le créateur de la suspension contractive:
Cette suspension plus raide en détente qu'en choc tend à abaisser le centre de gravité en virage, limitant le roulis et le transfert de charge latéral. Elle fut "copiée par BMW et Mercedes.
Il fut par la suite, pilote d'essai pour la marque Venturi.

## Résultats

### Formule 3
Il obtint d'excellents résultats dans ces épreuves:

-1964 : vainqueur du Prix de Paris, 5e à Rouen, 2e à Reims, 4e à Clermont-Ferrand et à Zolder

-1965 : 2e à Pau, 5e à Monaco, 6e au Grand Prix des Frontières, 3e au Trophée d'Auvergne, 5e à Reims, 3e à Nevers et Cognac, 6e à Zolder, 3e de la Coupe de Paris et à Albi 

-1966 : 6e de la Temporada Argentina, 2e à Magny-Cours, 1er à Wunstorf, 6e au Mans, 5e de la Coupe du Salon, 1er du Grand Prix de Macao

-1967 : 4e du Challenge Raymond Sommer

### Formule 2
L'Alpine ne put malheureusement jamais rivaliser avec les monoplaces britanniques ou les Matra.

-1964 : 5e à Pau, 6e à Vienne (18e au classement des Trophées de France)

### Endurance
- 1er des 500 kilomètres du Nürburgring (avec son frère Lucien) 1965
- 3e du Grand Prix d'Albi 1965
- 4e de la Coupe du Salon à Montlhéry 1966
- 1er du Grand Prix de Macao 1966
- 3e du Grand Prix de Madrid 1967
- Vainqueur classe 2 000 cm3 24 heures du Mans 13e au général 1967
- 7e des 1 000 kilomètres de Paris (avec Henri Grandsire) 1967
- 4e du Test du Mans (avec Roger de Lageneste) 1968

### Formule 1
Il aurait dû courir le Grand Prix automobile de France 1968 avec l'Alpine A350 dont l'engagement avait été fait, mais Renault mit son veto à l'utilisation du moteur V8 Gordini, par un télégramme parvenu le mardi précédant le Grand Prix.

### Autres
Mauro courut également parfois en rallye (2e au Critérium des Cévennes 1964, 2e au Tour de Corse 1965 sur A110, vainqueur la même année du rallye Deux Catalognes sur A110, vainqueur du Rallye du Touquet), ou dans les épreuves de Tourisme (3e à Zolder en 1965 sur Abarth) et de Grand Tourisme (3e du Grand Prix de Madrid en 1967 sur Alpine A210).

### Résultats aux 24 heures du Mans
| Année | Voiture     | Équipe                         | Équipier          | Résultat   |
| ----- | ----------- | ------------------------------ | ----------------- | ---------- |
| 1964  | Alpine M64  | Société des Automobiles Alpine | Jean Vinatier     | Non classé |
| 1966  | Alpine A210 | Société des Automobiles Alpine | Jean Vinatier     | 13e        |
| 1967  | Alpine A210 | Société des Automobiles Alpine | Jean Vinatier     | 13e        |
| 1968  | Alpine A220 | Écurie Savin-Calberson         | Patrick Depailler | Abandon    |

## Dans les arts et la culture populaire
- Mauro et son frère Lucien ont été les premiers vrais pilotes à apparaître dans la BD Michel Vaillant dans le Tome 5, Le 13 est au départ.
- Mauro a également beaucoup participé à la série télévisée Michel Vaillant avec le pilote et acteur Henri Grandsire lorsqu'il était dans l'écurie Alpine-Renault car c'étaient ces voitures qui étaient les Vaillantes dans la série.